# دلفین گوژپشت استرالیایی

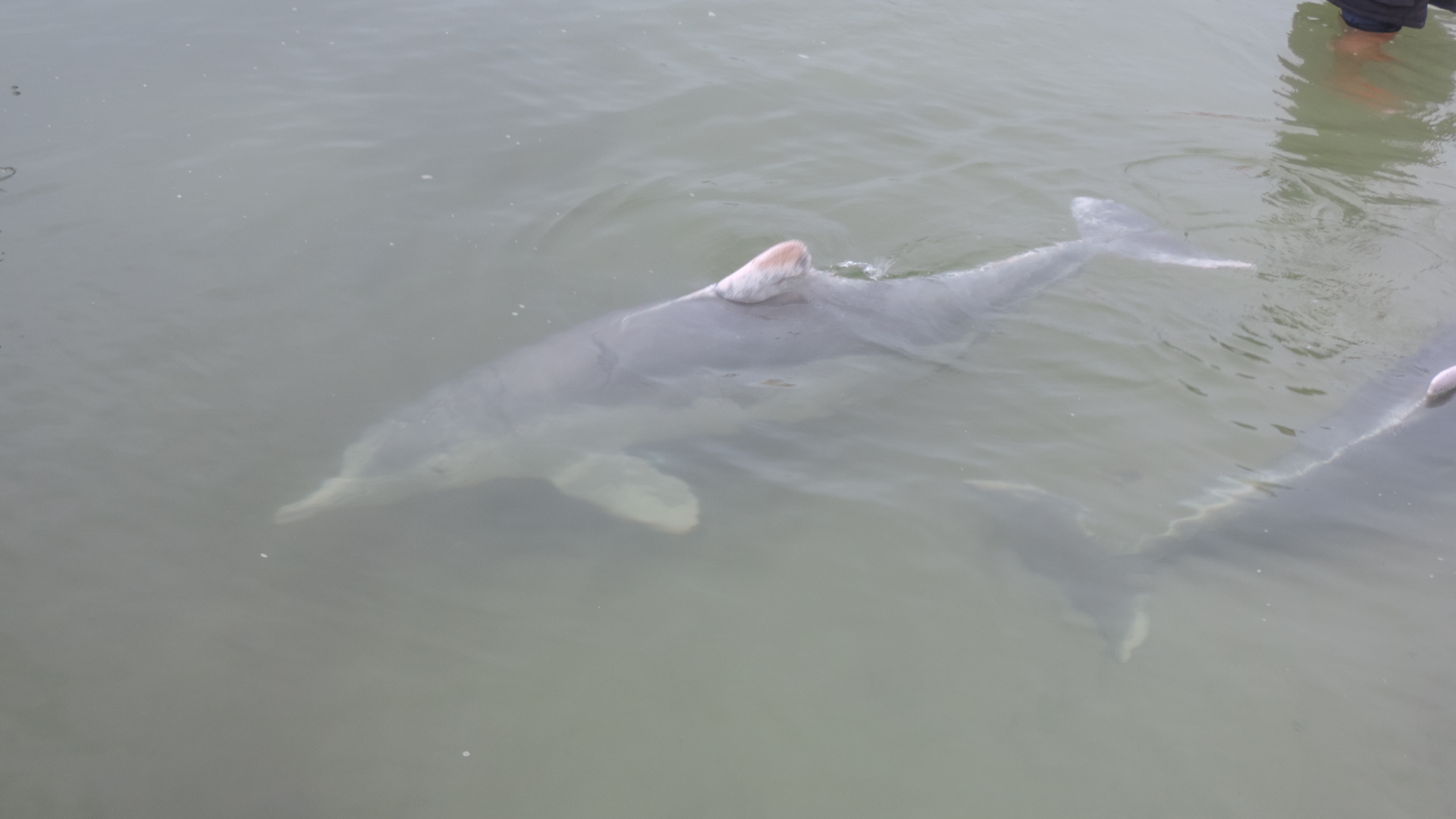
دلفین گوژپشت استرالیایی

دلفین گوژپشت استرالیایی (نام علمی: Sousa sahulensis) نام یک گونه از سرده دلفین گوژپشت است.